# Llista de masies del Segrià
Per municipi

La llista de masies i de construccions relacionades del Segrià es troba repartida entre:
- Llista de masies del Segrià - nord amb els municipis de municipis dels Alamús, Alcoletge, Alfarràs, Alguaire, Almacelles, Almacelles, Almenar, Alpicat, Benavent de Segrià, Corbins, la Portella, Rosselló, Torre-serona, Torrefarrera, Vilanova de la Barca i Vilanova de Segrià.
- Llista de masies de Lleida, amb només el municipi de Lleida.
- Llista de masies del Segrià - centre amb els municipis d'Albatàrrec, Alcarràs, Alfés, Artesa de Lleida, Aspa, Gimenells i el Pla de la Font, Montoliu de Lleida, Puigverd de Lleida, Soses, Sudanell, Sunyer i Torres de Segre.
- Llista de masies del Segrià - sud amb els municipis d'Aitona, Alcanó, Almatret, la Granja d'Escarp, Llardecans, Maials, Massalcoreig, Sarroca de Lleida, Seròs i Torrebesses.